# ティナ・アリーナ
ティナ・アリーナ（Tina Arena、本名：Filippina Lydia Arena、1967年11月1日 - ）は、オーストラリア出身の歌手。

## 来歴
ビクトリア州メルボルンにて、イタリア（シチリア）系の両親の間に生まれる。7歳で、オーストラリアのTV番組『Young Talent Time』にレギュラー出演が決定しデビュー。10歳の時には共演者ジョン・ボウルズと共同で初めてのアルバム『タイニー・ティナ・アンド・リトル・ジョン』を発表。
1990年にソロとしては初のアルバム『ストロング・アズ・スティール』を発売。
1994年、3作目のアルバム『ドント・アスク』がオーストラリアのアルバムチャートで首位を獲得。
1997年、『イン・ディープ』からの第一弾シングル「バーン」がオーストラリアのシングルチャートで2位を記録するヒットになる。
1998年、アントニオ・バンデラスが主演した映画『マスク・オブ・ゾロ』の主題歌｢I Want to Spend My Lifetime Loving You｣をマーク・アンソニーとデュエットした。
2000年、シドニー・オリンピックの開会式に出演し、「The Flame」を歌った。
2015年、ARIAミュージック・アワードで殿堂入り。
2018年、ミュージカル『エビータ』オーストラリア公演で主演。
2023年、英語版アルバムとしては8年ぶりのアルバム『ラヴ・セイヴス』を発表、アルバムチャートで2位を記録。

## ディスコグラフィ

### スタジオ・アルバム
英語のアルバム
- Tiny Tina and Little John (1977年) ※テレビ番組『Young Talent Time』メンバーのJohn Bowlesとのスプリット・アルバム
- 『ストロング・アズ・スティール』 - Strong as Steel (1990年、EMI)
- 『ドント・アスク』 - Don't Ask (1994年、Columbia)
- 『イン・ディープ』 - In Deep (1997年、Columbia)
- Just Me (2001年、Columbia)
- Songs of Love & Loss (2007年、EMI)
- Songs of Love & Loss 2 (2008年、EMI)
- Reset (2013年、EMI)
- Eleven (2015年、EMI / Positive Dream)
- Love Saves (2023年、Positive Dream)

フランス語のアルバム
- Un autre univers (2005年、Columbia)
- 7 vies (2008年、Columbia)
- Quand tout Recommence (2018年、Play Two)

コンピレーション・アルバム
- Souvenirs (2000年、Columbia)
- Greatest Hits 1994–2004 (2004年、Columbia)
- The Best & le meilleur (2009年、Columbia)
- The Peel Me Sessions 2003 (2003年、公式ウェブサイトを通じてリリース)
- Greatest Hits & Interpretations (2017年、Positive Dream/ EMI Music Australia)
2枚組。1枚目はベスト盤で、2枚目には自身のヒット曲をダニー・ミノーグ、ザ・ヴェロニカズ、クレア・ボウエンなどオーストラリア出身の様々なアーティストとコラボして再録。

### DVD
- Greatest Hits Live (2005年)
- The Onstage Collection (2010年)

## 出演舞台
- 『エビータ』 - Evita (2018年) ※オーストラリア、エヴァ・ペロン役